# Maskerfuutkoet
De maskerfuutkoet (Heliopais personatus) is een schuwe vogel uit de familie van de fuutkoeten (Heliornithidae), die voorkomt in Bengalen en Zuidoost-Azië. Het is de enige soort uit de familie Heliopais.

## Kenmerken
De maskerfuutkoet is een circa 53 cm lange watervogel met een scherpe, gele snavel, een lange nek en groene, gelobde poten. Zowel de mannetjes als de vrouwtjes hebben een zwart masker en wenkbrauwen die contrasteren met een witte streep aan de zijkant van de hals. De rest van de nek is grijs, de borst is bleek en de rug, vleugels en staart zijn bruin. De mannetjes hebben een geheel zwarte kin, terwijl de vrouwtjes een witte kin hebben.

## Gedrag
De habitat van de maskerfuutkoet bestaat in de eerste plaats uit rivieren met beboste oevers en verder uit andere zoetwater en brakke draslanden. De soort voedt zich vooral met insecten op overhangende vegetatie, maar ook met garnalen en kleine vissen.
Over het broedgedrag van de maskerfuutkoet is weinig bekend, omdat de soort meestal erg schuw is. Hij bouwt een nest van takjes in vegetatie dicht boven het water (circa 1,8 m), waar het legsel van drie tot zeven eieren door beide ouders wordt uitgebroed. Na het uitkomen van de eieren verlaten de jongen snel het nest.

## Verspreiding
Het leefgebied van de maskerfuutkoet is ernstig versnipperd. De soort komt nu nog voor in kleine gebieden in Noordoost-India, Bangladesh, Myanmar, Thailand, Laos, Vietnam, het vasteland van Maleisië en het eiland Sumatra.

## Status
De grootte van de populatie werd, op grond van onderzoek gepubliceerd in 2007, geschat op 600 tot 1700 volwassen dieren. De maskerfuutkoet gaat in aantal achteruit. De voornaamste oorzaak is de aantasting van het leefgebied door ontbossingen langs rivieren en het intensief gebruik van de rivieren voor transport en rivierregulatie voor waterkracht en irrigatieprojecten. Om deze redenen staat de maskerfuutkoet als kritiek op de Rode Lijst van de IUCN.